# L'Eco degli Scacchi
L'Eco degli Scacchi, organo del circolo scacchistico palermitano, fu fondato nel 1897 da Francesco Abbadessa. Poiché il direttore fu funestato dalla morte dell’amatissima sorella,  fu coadiuvato nella redazione dai giovani scacchisti ed amici Angelo Mangiaracina e Antonino Noto. Nel corso dell'anno furono dati alle stampe sei numeri, ciascuno di otto pagine.  
I collaboratori esteri furono A. Decker di Chicago, Jesper Jespersen di Svendborg, V. Kosek di Bohumilice, Boh Mikyska di Hohenbruck, Emile Pradignat di Saujon, V. Schiffer di Vienna. 
Nel biennio successivo la rivista si conquistò gradatamente un posto non indifferente nella stampa scacchistica nazionale. Nel 1900 passò da bimestrale a mensile, raddoppiando il numero delle pagine, senza riuscire a mantenere una cadenza regolare. Chiuso nel 1903, riprese le pubblicazioni nel 1913 e le mantenne, sia pure in modo disordinato, fino al numero di gennaio-febbraio 1920. 
Dal 1914 ebbe un'impronta internazionale con pagine in inglese e francese.

## Direttori
- 1897-1913 Francesco Abbadessa
- 1914-1920 Nicolò Davì de Cordova